# AGB-Gesetz
Das Gesetz zur Regelung des Rechts der Allgemeinen Geschäftsbedingungen (AGB-Gesetz) war ein deutsches Gesetz zur Inhaltskontrolle von vorformulierten Vertragsbedingungen. Dabei diente es auch dem Verbraucherschutz. Es ist mit Wirkung vom 1. Januar 2002 ins BGB überführt worden.
Regelungsmaterie des AGB-Gesetzes waren die so genannten Allgemeinen Geschäftsbedingungen. Das Gesetz sollte verhindern, dass Unternehmen und Kaufleute die Vertragspartner, insbesondere Verbraucher, mit formularhaften Klauselwerken – dem so genannten Kleingedruckten – an Bestimmungen binden, die einseitig zu Lasten der Kunden gehen.
Vor der Einführung 1977 erfolgte die Kontrolle allgemeiner Geschäftsbedingungen in der Rechtsprechung nach der Vorschrift des § 242 BGB (Treu und Glauben). Die Grundsätze zur Kontrolle von AGB, die die Rechtsprechung entwickelt hatte, wurden ohne wesentliche Änderungen zum Inhalt des Gesetzes.
Mit der Schuldrechtsmodernisierung 2002 wurde das AGB-Gesetz durch das Schuldrechtsmodernisierungsgesetz aufgehoben und die materiell-rechtlichen Vorschriften zusammen mit anderen Verbraucherschutzregelungen weitgehend inhaltsgleich in das Bürgerliche Gesetzbuch (BGB) überführt. Diese Vorschriften finden sich nun in den §§ 305–310 BGB.
Für die formell-rechtlichen Vorschriften wurde das Unterlassungsklagengesetz (UKlaG) geschaffen.